# Leah Dou
Dou Jingtong (nacida el 3 de enero de 1997), también conocida como Leah Dou, es una cantante y compositora hongkonesa intérprete de temas musicales cantados en chino mandarín e inglés.

## Biografía
Es hija de los músicos chinos Dou Wei y Faye Wong. 

## Carrera
Contribuyó con su voz en obra de su madre titulada "童 (Tong)" cuando tenía apenas 1 año de edad en 1998. 
Debutó en el 2015 en una actuación celebrada en Tokio, Japón. Más adelante en el Clockenflap 2015, debutó en su ciudad natal, Hong Kong. 
Lanzó su primer sencillo titulado "River Run" en el 2015. Su segundo hermano sencillo fue lanzado en el 2016 para una campaña china llamada Shu Uemura.

## Discografía

### Singles
- 2013 — "Blue Flamingo"
- 2015 — "River Run"
- 2016 — "Brother"

### Otras canciones originales
- "With You"
- "On the Beach"
- "My Days"
- "CHIMES"

## Filmografía

### Programa de variedades
| Año        | Programa   | Notas    |
| ---------- | ---------- | -------- |
| 2017, 2018 | Happy Camp | invitada |